# Auzouville-sur-Ry

Auzouville-sur-Ry este o comună în departamentul Seine-Maritime, Franța. În 1 ianuarie 2022 avea o populație de 681 de locuitori.